# Cobrex Trans
Cobrex Trans – rumuńska linia lotnicza z siedzibą w Braszówie.
Linia lotnicza świadczy wyłącznie usługi czarterowe. W 2018 r. Cobrex Trans planował uruchomić regularne trasy z lotniska Suceawa, jednak loty te zostały wkrótce anulowane.

## Flota
Od sierpnia 2022 r. flota Cobrex Trans składa się z następujących samolotów:
- Boeing 737-300 – 1 sztuka
- Eurocopter Dauphin AS 365N1 – 1 sztuka[4]